# Splanchnologie

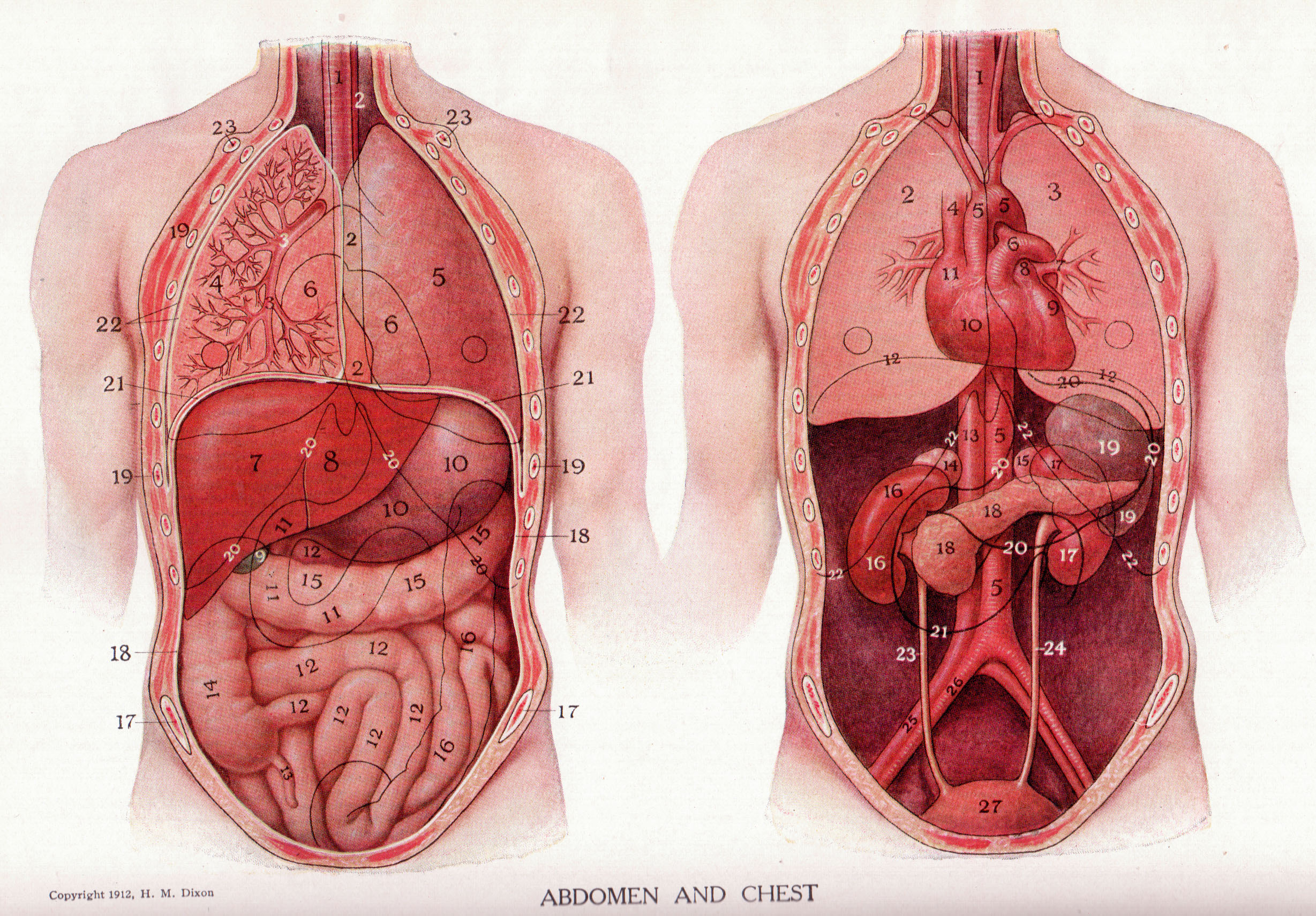
Deux planches de splanchnologie.

La splanchnologie est la partie de l'anatomie qui traite des viscères, qu'ils soient humains ou animaux.
Par exemple, la circulation splanchnique est la circulation au niveau du système digestif et irrigue le tube digestif, la rate, le pancréas et le foie,,,.
Le terme dérive du néolatin splanchno- provenant du grec σπλάγχνα, signifiant viscères. Plus largement, la splanchnologie regroupe toutes les composantes du Supersystème Neuro-Endo-Immunitaire (NEI),. Un organe (ou viscère) est un ensemble de tissus réunis en une unité structurelle pour remplir une fonction commune. En anatomie, un viscère est un organe interne et les viscères sont la forme plurielle. Les organes sont constitués de différents tissus, dont un ou plusieurs prévalent et déterminent sa structure et sa fonction spécifiques. Les organes fonctionnellement liés coopèrent souvent pour former des systèmes d'organes entiers.
Les viscères sont les organes mous du corps. Il existe des organes et des systèmes d'organes qui diffèrent par leur structure et leur développement, mais ils sont unis pour l'accomplissement d'une fonction commune. Une telle collection fonctionnelle d'organes mixtes forme un système d'organes. Ces organes sont toujours constitués de cellules spéciales qui soutiennent sa fonction spécifique. La position et la fonction normales de chaque organe viscéral doivent être connues avant que l'anormal puisse être déterminé.
Des organes sains travaillent ensemble de manière cohérente et mieux comprendre comment, aide à maintenir un mode de vie sain. Certaines fonctions ne peuvent être accomplies que par un seul organe. C'est pourquoi les organes forment des systèmes complexes. Le système d'organes est un ensemble d'organes homogènes, qui ont un plan commun de structure, de fonction, de développement, et ils sont reliés les uns aux autres anatomiquement et communiquent via le supersystème NEI.